# Malam Bacai Sanhá

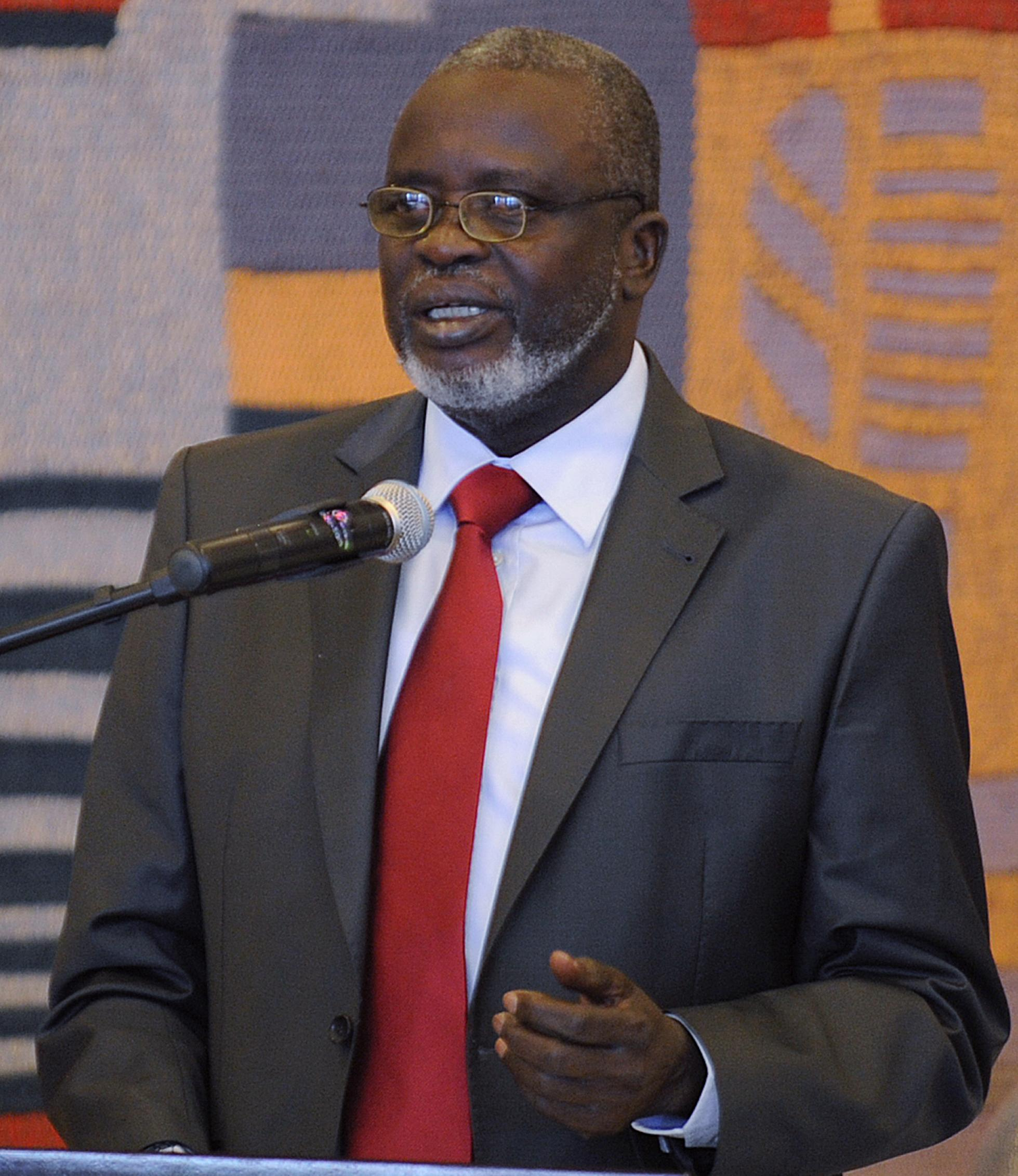
Malam Bacai Sanhá (2010)

Malam Bacai Sanhá (* 5. Mai 1947 in Darsalame; † 9. Januar 2012 in Paris, Frankreich) war ein guinea-bissauischer Politiker. Von 1999 bis 2000 und von 2009 bis zu seinem Tod war er Staatspräsident seines Landes.

## Leben
Sanhá stammte aus der Region Quinara und war ein langjähriges Mitglied der lange als Einheitspartei regierenden PAIGC. Er studierte Politikwissenschaft in der DDR.
Nach der Unabhängigkeit des Landes von Portugal 1974 war er 1975 bis 1976 Mitglied des Politbüros, von 1986 bis 1990 Gouverneur der Region Gabú im Osten den Landes und von 1991 bis 1992 Gewerkschaftsvorsitzender. Danach gehörte er in mehreren Ressorts dem Kabinett an und wurde 1999 Präsident der Volksversammlung. Als ein Bürgerkrieg zum Sturz des Präsidenten João Bernardo Vieira führte, wurde er am 14. Mai 1999 bis zu Neuwahlen zum Übergangspräsidenten bestimmt.
Im ersten Wahlgang am 28. November 1999 erreichte Sanhá mit 23,37 % der Stimmen den zweiten Platz, im zweiten Wahlgang unterlag er am 16. Januar 2000 mit 28 % dem siegreichen Kumba Ialá. Seine Amtszeit endete am 17. Februar 2000.
Nachdem Ialá am 14. September 2003 durch einen Militärputsch gestürzt wurde, fanden am 19. Juni 2005 Neuwahlen statt, in denen Sanhá als Kandidat der PAICG im ersten Wahlgang mit 35,45 % an erster Stelle lag. In der Stichwahl unterlag er dann aber mit 44 % dem ehemaligen Präsidenten João Bernardo Vieira. Das Ergebnis der Wahl wurde angezweifelt. Um den Streit darüber zu schlichten, bot er im August 2005 Vieira die Zusammenarbeit an. Sanhá beharrte aber auch nach Vieiras Amtseinführung am 1. Oktober 2005 darauf, dass die Wahlen nicht korrekt verlaufen seien, wobei diese Meinung von den internationalen Wahlbeobachtern nicht geteilt wurde.
Bei den wegen des Mordes an Nino Vieira Anfang März 2009 vorgezogenen Präsidentschaftswahlen, die am 28. Juni 2009 stattfanden und bei denen Sanhá für die PAIGC kandidierte, gewann er 39,6 % der abgegebenen Stimmen. Damit lag er vor dem Kandidaten der PRS, Kumba Ialá, der 29,4 % erreichte. Somit fand am 26. Juli eine Stichwahl zwischen den beiden Kandidaten statt, die Malam Bacai Sanhá mit 63,52 % der abgegebenen Stimmen gewann.
Am 9. Januar 2012 verstarb Malam im französischen Militärkrankenhaus Val-de-Grâce bei Paris. Gerüchten zufolge habe der bereits vor Weihnachten eingelieferte 64-jährige bereits länger im Koma gelegen. Spekulationen besagen, dass Bacai-Sanhá an Diabetes litt.

Bereits im Dezember 2011 hatte eine senegalesische Zeitung das Gerücht verbreitet, dass der Präsident des Nachbarlandes verstorben sei, diese Informationen erwiesen sich aber als falsch.